# Brändö (Bovik)
Brändö (Bovik) este o arie protejată (arie specială de conservare — SAC, sit de importanță comunitară — SCI) din Finlanda întinsă pe o suprafață de 0,5 ha, integral pe uscat.

## Localizare
Centrul sitului Brändö (Bovik) este situat la coordonatele 60°17′14″N 19°39′48″E / 60.287222°N 19.663333°E.

## Înființare
Situl Brändö (Bovik) a fost declarat sit de importanță comunitară în octombrie 1997 pentru a proteja un număr necunoscut de specii din flora spontană și fauna sălbatică aflate în arealul zonei. Situl a fost protejat și ca arie specială de conservare în decembrie 2015.

## Biodiversitate
Situată în ecoregiunea boreală, aria protejată conține 2 habitate naturale: Pășuni din zone de pădure fino-scandinave, Pajiști uscate seminaturale și facies de acoperire cu tufișuri pe substraturi calcaroase (Festuco-Brometalia) (* situri importante pentru orhidee).
La baza desemnării sitului se află un număr nedeclarat de specii protejate.
Pe lângă speciile protejate, pe teritoriul sitului au mai fost identificate 3 specii de plante.